# Гагун Роман Валентинович
Роман Валентинович Гагун (нар. 16 липня 1993, м. Шепетівка, Хмельницька область, Україна) — український футболіст, захисник.

## Ігрова кар'єра
Вихованець клубу «Пансіон» (Шепетівка). Дорослу футбольну кар'єру розпочав 2010 року в чемпіонаті Донецької області, виступаючи за «Олімпік-УОР». Наступного року захищав кольори шепетівського «Темпа», якому допоміг посісти 7-е місце в чемпіонаті Хмельницької області 2011 року. У 2012 році знову грав за «Олімпік-УОР».
З 2012 по 2014 рік виступав за юніорську (U-19) та молодіжну (U-19) команди «Говерли», проте за першу команду ужгородців не зіграв жодного поєдинку.
У 2014 році перейшов до грузинського клубу «Одіші-1919». У футболці клубу з Зугдіді дебютував 31 серпня 2014 року в переможному домашньому поєдинку 2-го туру Ліги Еровнулі 2 проти «Матчакхелі» (5:1). Роман вийшов на поле в стартовому складі та відіграв увесь матч. У клубі відіграв два з половиною сезони. Був основним гравцем своєї команди. У сезоні 2014/15 років провів 2 поєдинки та відзначився 1 голом у Лізі 3 за другу команду «Одіші-1919».
Наприкінці лютого 2017 року перейшов до «Агробізнесу». Дебютував за волочиський клуб 7 липня 2017 року в переможному (5:3, серія післяматчевих пенальті) домашньому поєдинку першого попереднього раунду кубку України проти ФК «Тернопіль». Роман вийшов на поле на 86-й хвилині, замінивши Андрія Дубчака, а на 90+4-й хвилині отримав жовту картку. У Другій лізі чемпіонату України дебютував 14 липня 2017 року в переможному (5:2) виїзному поєдинку 1-го туру групи А Другої ліги проти івано-франківського «Прикарпаття». Гагун вийшов на поле на 73-й хвилині, замінивши Андрія Скакуна.
У 2020 році перейшов до львівського  «Руху». У Прем'єр-лізі дебютував 28 листопада 2020 року у виїзній грі 11-го туру проти "Олександрії", провівши за нову команду увесь матч. За два сезони провів за «Рух» 22 поєдинки. 
26 червня 2022 року, як вільний агент став гравцем клубу «Верес» (Рівне).
| Клуб                  | Сезон   | Турнір          | І  | Г |
| --------------------- | ------- | --------------- | -- | - |
| «Одіші-1919» (Грузія) | 2014-15 | Еровнулі Ліга 2 | 33 | 0 |
| «Одіші-1919» (Грузія) | 2015-16 | Еровнулі Ліга 2 | 30 | 0 |
| «Одіші-1919» (Грузія) | 2016    | Еровнулі Ліга 2 | 16 | 0 |
| «Одіші-1919» (Грузія) | Загалом | Загалом         | 79 | 0 |
| «Агробізнес»          | 2017-18 | Друга ліга      | 26 | 0 |
| «Агробізнес»          | 2018-19 | Перша ліга      | 23 | 0 |
| «Агробізнес»          | 2019-20 | Перша ліга      | 29 | 0 |
| «Агробізнес»          | 2020-21 | Перша ліга      | 4  | 2 |
| «Агробізнес»          | Загалом | Загалом         | 56 | 2 |
| «Рух»                 | 2020-21 | УПЛ             | 15 | 0 |
| «Рух»                 | 2021-22 | УПЛ             | 7  | 0 |
| «Рух»                 | Загалом | Загалом         | 22 | 0 |
| «Верес»               | 2022-23 | УПЛ             | 27 | 0 |
| «Верес»               | Загалом | Загалом         | 27 | 0 |

## Досягнення
«Агробізнес»
- Аматорський чемпіонат України
  -  Чемпіон (1): 2016/17

- Друга ліга чемпіонату України
  -  Чемпіон (1): 2017/18